# Гомсельга
Го́мсельга (карел. Homsel’g) — деревня в составе Кончезерского сельского поселения Кондопожского района Республики Карелия Российской Федерации, комплексный памятник истории

## География
Деревня расположена на северо-западном берегу одноимённого озера, в 35 км к северо-западу от Петрозаводска. В 4,3 км к востоку проходит федеральная автомагистраль «Кола» М18.
Ближайшие населённые пункты: деревни Малая Гомсельга, Чистые Пруды.
В списке населённых мест 1873 года в Гомсельге (Гангозеро) Петрозаводского уезда проживало 211 человек. Имелась часовня во имя Успения Божией Матери.

## Население
| 1873 | 2002 | 2009 | 2010 | 2013 |
| ---- | ---- | ---- | ---- | ---- |
| 211  | ↘21  | ↘10  | ↘5   | ↘3   |